# Dębogórze
Dębogórze is een plaats in het Poolse district  Pucki, woiwodschap Pommeren. De plaats maakt deel uit van de gemeente Kosakowo en telt 962 inwoners.